# گوهر چمنزار
پروانه گوهر چمنزار (نام علمی: Chilades trochylus) از گونه‌هایی است که در سال ۱۸۴۵ میلادی توصیف علمی شدند. جنوب اروپا، آفریقا و جنوب آسیا (مثل هند) زیست‌گاه این گونه است. از لحاظ اندازه، این حشره، جاندار بسیار کوچکی محسوب می‌شود.